# Guillermo de León Calles
Guillermo de León Calles (Pedregal, Falcón, 17 de septiembre de 1943) es un poeta, periodista, dramaturgo y profesor venezolano. Es doctor honoris causa por la Universidad de Falcón y la Universidad Nacional Experimental del Yaracuy. En 1983 obtuvo el Premio Internacional de la Poesía Simón Bolívar y es miembro de la Academia Venezolana de la Lengua, correspondiente a la Real Lengua Española. También es cronista del Municipio Carirubana.

## Biografía
Fue profesor de poesía en el núcleo Punto Fijo de la Universidad del Zulia y dirigió la Corporación Mariano de Talavera. Fundó y dirigió el Ateneo de Punto Fijo. Fue asesor del Consejo Nacional de la Cultura (CONAC) y del Instituto Cultural del Estado Falcón (INCUDEF). Fue profesor del liceo Alejandro Petión de Punta Cardón, la casa cultural de Santa Ana y presidente de la Corporación Mariano de Talavera, organismo creado para la custodia de Coro y el Puerto de la Vela, como Patrimonio Cultural de la Humanidad, a través de la Unesco. Fue designado representante de la Asociación de Cronistas de Venezuela ante la Unesco para la conservación de la memoria histórica del mundo. En periodismo fue corresponsal y de redactor de los diarios El Nacional, Panorama y Diario Médano de Coro.
Diferentes instituciones llevan su nombre, como la Casa de la Cultura de Pedregal, el Grupo de Artes Integradas y el Grupo de Acopio Documental de la UNEFM, la biblioteca de la Casa Cultural de la Comunidad Cardón, la biblioteca del Liceo Nicolasa de Zavala y la Casa de la Cultura de la población de Azaro en el Municipio Falcón. También fue fundada la Coral Guillermo de León Calles en 2011.

## Obras
- La piedra no está hecha de piedra (1974)
- El canto de Bolívar (1983)
- Los dientes están demás (1976)
- Cantos para arrullar abuelos (1983)
- La llovizna del turupial (1985)
- Palabra de honor (1986)
- Memorias de un Punto Fijo (1987)
- Relatos de mi otra infancia (1989)
- Vuelto ebrio (1991)
- La esquina de Pablo (1993)
- Punto Fijo 1994 (1994)
- Campo Shell (1995)
- El mar nuestro de cada día (1998)
- Paraguaná un milagro de Dios (2000)
- Medio siglo de superación (2001)
- Cuentos de tío Memo (2001)
- Íntimo firmamento (2003)
- De perfil y de frente (2005)
- Con letra de imprenta (2005)